# Ornithoptera alexandrae
La farfalla della regina Alessandra (Ornithoptera alexandrae (Rothschild, 1907)) è la più grande farfalla diurna esistente al mondo (ma non il più grande lepidottero, primato conteso tra Thysania agrippina, Attacus atlas e Coscinocera hercules).
Il nome a questa specie venne dato da Lionel Walter Rothschild nel 1907, in onore della regina Alessandra di Danimarca, moglie di re Edoardo VII del Regno Unito. Il primo europeo a scoprire la specie fu Albert Stewart Meek nel 1906, un collezionista al servizio di lord Walter Rothschild per raccogliere campioni di storia naturale da Papua Nuova Guinea. Il suo habitat è ristretto alla Provincia di Oro nell'est di Papua Nuova Guinea.
Sebbene la maggior parte delle autorità classifichi questa specie nel genere Ornithoptera, inizialmente era inserita nel genere Troides o Aethoptera. Nel 2001 il lepidotterista Gilles Deslisle propose di inserirla in un proprio sottogenere (che alcuni scrittori hanno trattato come genere); inizialmente propose il nome Zeunera, ma sarebbe stato omonimo della Zeunera Piton 1936 [Orthoptera], così venne rimpiazzato con Straatmana.

## Descrizione

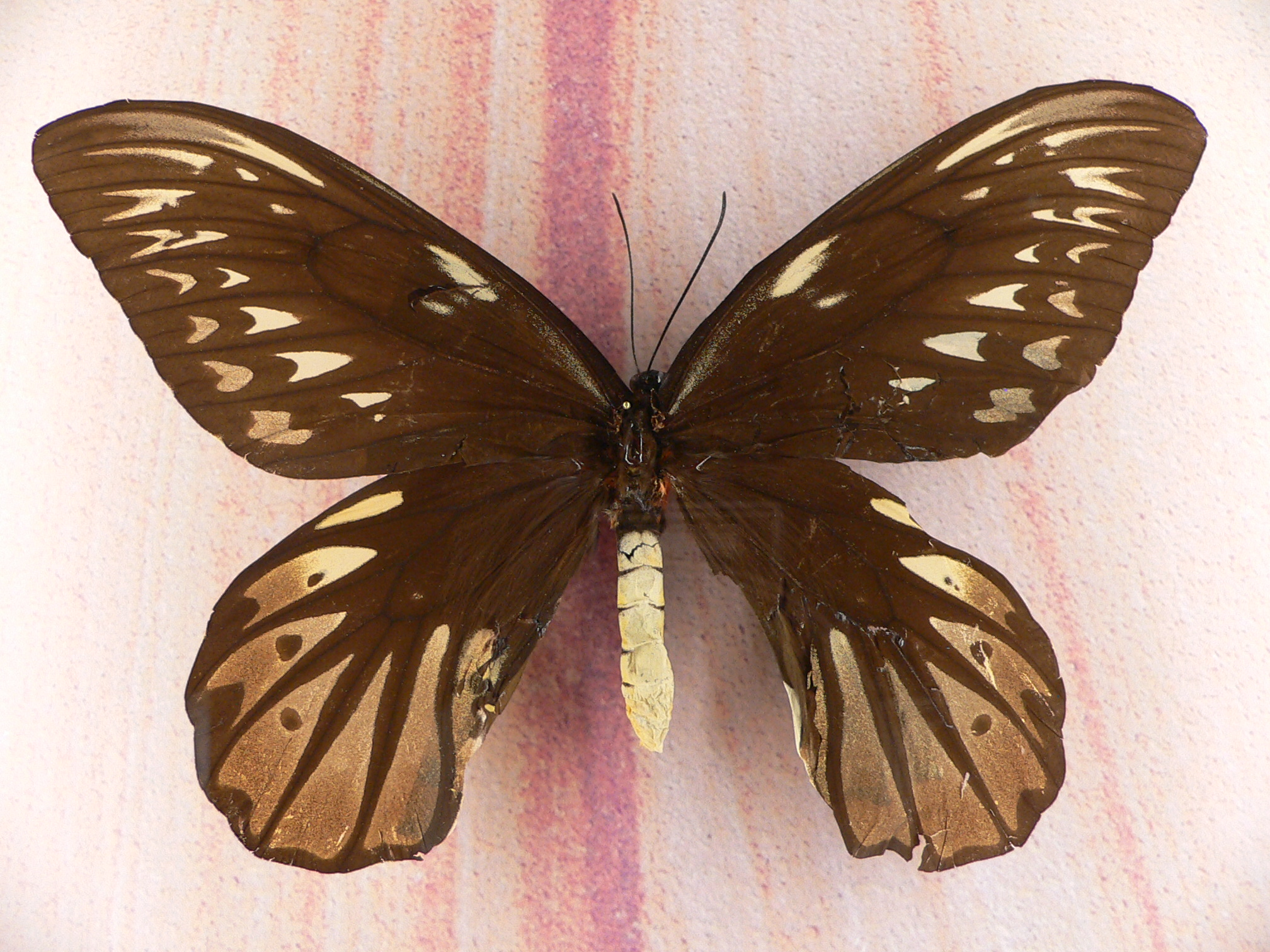
Esemplare femmina

Le femmine di farfalla della regina Alessandra sono più grandi dei maschi con ali marcatamente più ampie e rotondeggianti. Le femmine possono raggiungere un'apertura alare di 31 cm, una lunghezza corporea di 8 cm e un peso fino a 12 grammi, tutte misure enormi per una farfalla. La femmina ha ali marroni con disegni bianchi ed un corpo color crema con una piccola sezione sul torace ricoperta di pelo rosso. I maschi sono più piccoli delle femmine con ali marroni dai disegni blu e verdi iridescenti ed un addome giallo brillante. L'apertura alare dei maschi è approssimativamente di 20 cm, ma più comunemente di 16 cm. Una spettacolare forma del maschio è la atavus, che ha punti dorati sulle ali posteriori.

## Biologia
Le farfalle della regina Alessandra femmina depongono circa 27 uova durante tutta la loro vita; questa stima fu fatta da Ray Straatman dissezionando alcune femmine adulte. Le larve neonate mangiano il guscio del loro uovo prima di nutrirsi delle foglie. La larva è nera con tubercoli rossi con una striscia colorata al centro del corpo. La pupa è di un giallo dorato o marrone rossiccio con segni neri. Le crisalidi maschio possono essere distinte da una leggera chiazza marrone in corrispondenza delle ali; Questo particolare diventa poi la tipica colorazione dei maschi di questa specie che svolge un ruolo di richiamo sessuale. Il tempo per svilupparsi da uovo a crisalide è di circa sei settimane, mentre lo stadio di pupa dura un mese o più. Gli adulti escono dalla pupa la mattina presto mentre l'umidità è ancora alta, dato che le enormi ali potrebbero seccarsi prima di essersi completamente distese se l'umidità svanisse. Gli adulti vivono per tre mesi o più ed hanno pochi predatori, esclusi grandi ragni del genere Nephila ed alcuni piccoli uccelli.
Gli adulti sono ottimi volatori più attivi nelle prime ore del mattino ed al crepuscolo quando si nutrono ai fiori. I maschi pattugliano anche le aree delle piante ospiti alla ricerca di femmine neonate durante la mattina. Le femmine passano la maggior parte del tempo alla ricerca di piante ospiti. Il corteggiamento è breve ma spettacolare; i maschi si librano sopra una potenziale compagna, cospargendola con un feromone che induce all'accoppiamento. Le femmine recettive permetteranno al maschio di posarsi ed accoppiarsi, mentre quelle non recettive voleranno via o scoraggeranno il maschio in qualche maniera. I maschi sono fortemente territoriali e cacceranno via potenziali rivali, a volte inseguendo piccoli uccelli così come altre specie di troidini. Il volo è solitamente alto nel fogliame della foresta ma entrambi i sessi discendono fino a pochi metri dal terreno per nutrirsi o deporre le uova blu.

### Piante ospiti
Le larve di questa specie si nutrono con i germogli del genere Pararistolochia (famiglia Aristolochiaceae), incluse P. dielsiana e P. schlecteri. Inizialmente si cibano del fogliame fresco della pianta ed infine divorano la corteccia prima di mutarsi in crisalide. Gli adulti si cibano a fiori provvisti di un'ampia piattaforma su cui posarsi, incluso l'Hibiscus.

## Conservazione
La farfalla della regina Alessandra è considerata a rischio dall'IUCN, essendo ristretta approssimativamente a 100 chilometri quadrati di foresta pluviale vicino a Popondetta, nella provincia di Oro in Papua Nuova Guinea. Il maggior pericolo per questa specie è la distruzione dell'habitat per far posto a piantagioni di palme da olio. Tuttavia, va notato che l'eruzione del vicino Monte Lamington nel 1950 ha distrutto una vasta area di origine di questa specie ed è una delle ragioni più importanti della sua attuale rarità. A causa di ciò, questa farfalla ha un valore estremamente alto sul mercato nero.
La specie è anche molto valutata dai collezionisti, con campioni illegali venduti anche per migliaia di dollari. Anche se i collezionisti sono spesso coinvolti col declino di questa specie, il pericolo maggiore resta comunque la distruzione dell'habitat. I primi raccoglitori, frustrati dall'altezza a cui gli adulti volano durante il giorno, spesso usano piccoli fucili da caccia per catturali, ma siccome i collezionisti esigono campioni di qualità, molti di essi sono ricavati da larve e pupe.
Questa specie è segnalata come in pericolo sotto l'Appendice I della CITES, che ne vieta completamente la vendita.